# Université San Francisco Xavier
L'université San Francisco Xavier (en espagnol : Universidad Mayor, Real y Pontificia de San Francisco Xavier de Chuquisaca) est une université bolivienne située dans la ville de Sucre (Chuquisaca), capitale constitutionnelle de la Bolivie.

## Historique
L'université San Francisco Xavier a été fondée le 27 mars 1624 sur l'ordre du roi Philippe IV avec le soutien du pape Innocent XII.
C'est l'université la plus ancienne et importante de la Bolivie et la 2e plus ancienne sur le continent américain, après l'université nationale principale de San Marcos, à Lima, au Pérou.

## Personnalités liées

### Anciens étudiants
- Mariano Moreno (1778-1811), idéologue de la Révolution de Mai, secrétaire de la guerre.
- Marianela Paco (née en 1976), journaliste, militante, députée, ministre de la Communication.
- Luis Adolfo Siles Salinas (1925-2005), homme d'État, président de la Bolivie.
- José Evaristo Uriburu (1831-1914), président de la République d'Argentine.